# سوتان آمرول
سوتان آمرول (به انگلیسی: Sutan Amrull)با نام مستعار راجا جیمینی (به انگلیسی: Raja Gemini) (زاده ۱۴ ژوئن ۱۹۷۴) چهره‌پرداز، زن‌پوش، ستاره آمریکایی است.